# Vieille Charité

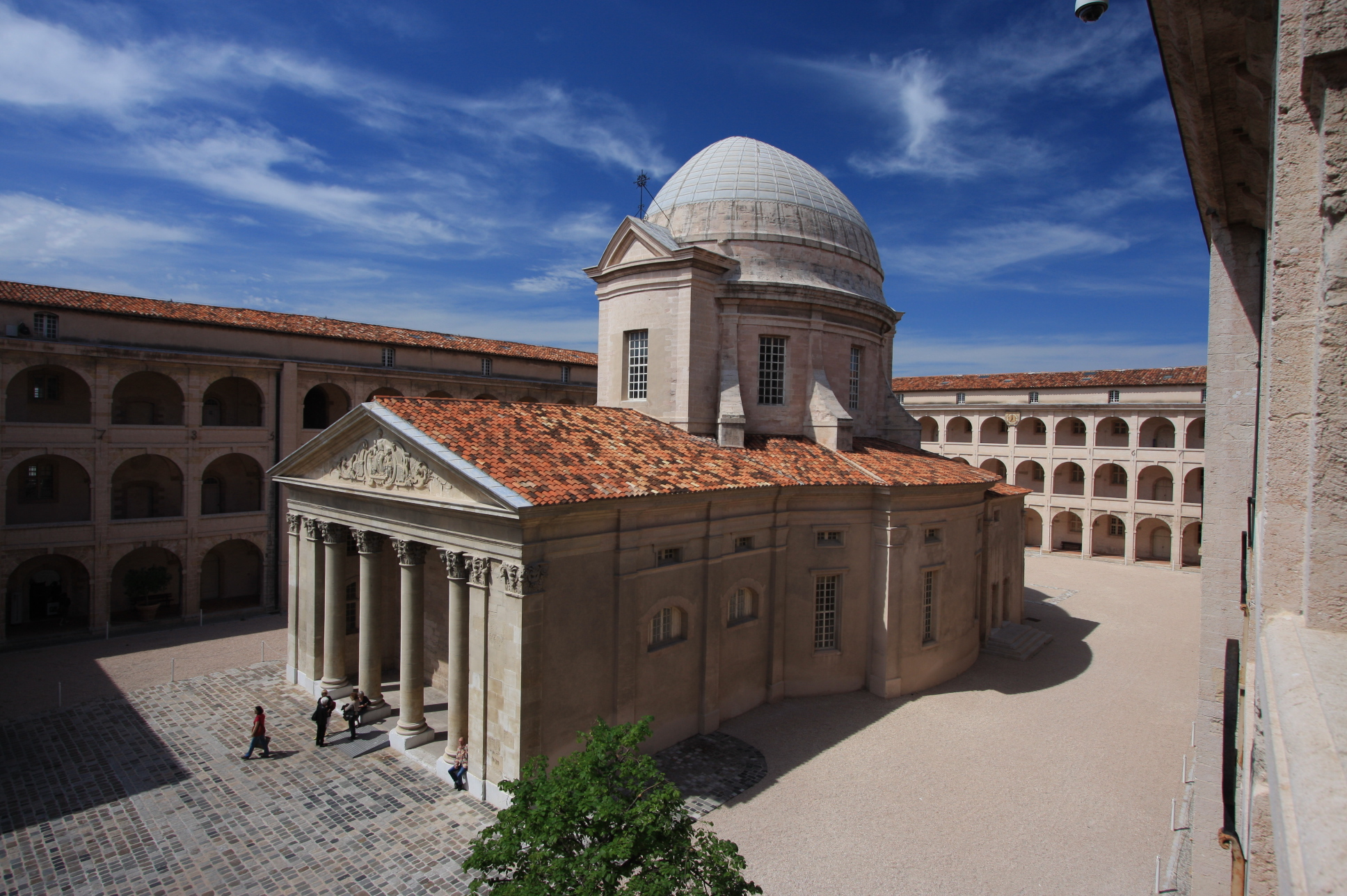
Kapelle mit Arkadengalerie

Die Vieille Charité (deutsch Alte Charité) ist ein ehemaliges Armenhospiz in der französischen Stadt Marseille. Sie befindet sich im Zentrum des Panier-Viertels und dient heute als Museums- und Kulturzentrum. Sie beherbergt die archäologische Sammlung des Musée d’Archéologie Méditerranéenne und das Musée d’Arts Africains, Océaniens, Amérindiens.
Das Armenhaus entstand zwischen 1671 und 1749 nach den Plänen des Architekten Pierre Puget. Dieser entwarf eine dreistöckige Arkadengalerie, die einen rechteckigen Innenhof und eine Kapelle umschließt. Das Gebäude war für die Unterbringung von Kranken, Armen und Obdachlosen vorgesehen, daneben aber auch für Familien, die wegen des Börsenbaus in einem abgerissenen Viertel am Vieux Port ihr Heim verloren.
Die barocke Kapelle hat eine elliptische Form und wurde 1704 mit einer eiförmigen Kuppel erbaut. Die klassizistische Vorhalle mit korinthischen Säulen kam als Ergänzung 1863 hinzu. In dieser Zeit wurde die Charité in eine Kaserne umgewandelt. Nach dem Zweiten Weltkrieg wurden in dem Gebäude Opfer durch die deutschen Zerstörungen aufgenommen. Nach einer mehrjährigen Hausbesetzung wurde die Anlage 1962 wegen Baufälligkeit evakuiert und erst in den letzten Jahren einer vollständigen Restaurierung unterzogen. Seit 1985 finden in dem Haus Konzerte und Ausstellungen statt.